# Dwergantilope
De dwergantilope (Neotragus pygmaeus)  is een evenhoevig zoogdier uit de familie van de holhoornigen (Bovidae). De wetenschappelijke naam van de soort werd in 1758 in de tiende druk van Systema naturae als Capra pygmea gepubliceerd door Carl Linnaeus. In de twaalfde druk, van 1766, plaatste hij de soort in het geslacht Moschus, en veranderde de spelling in "pygmaeus". Die spelling is vervolgens de gebruikelijke geworden.